# Bismarck (äpple)

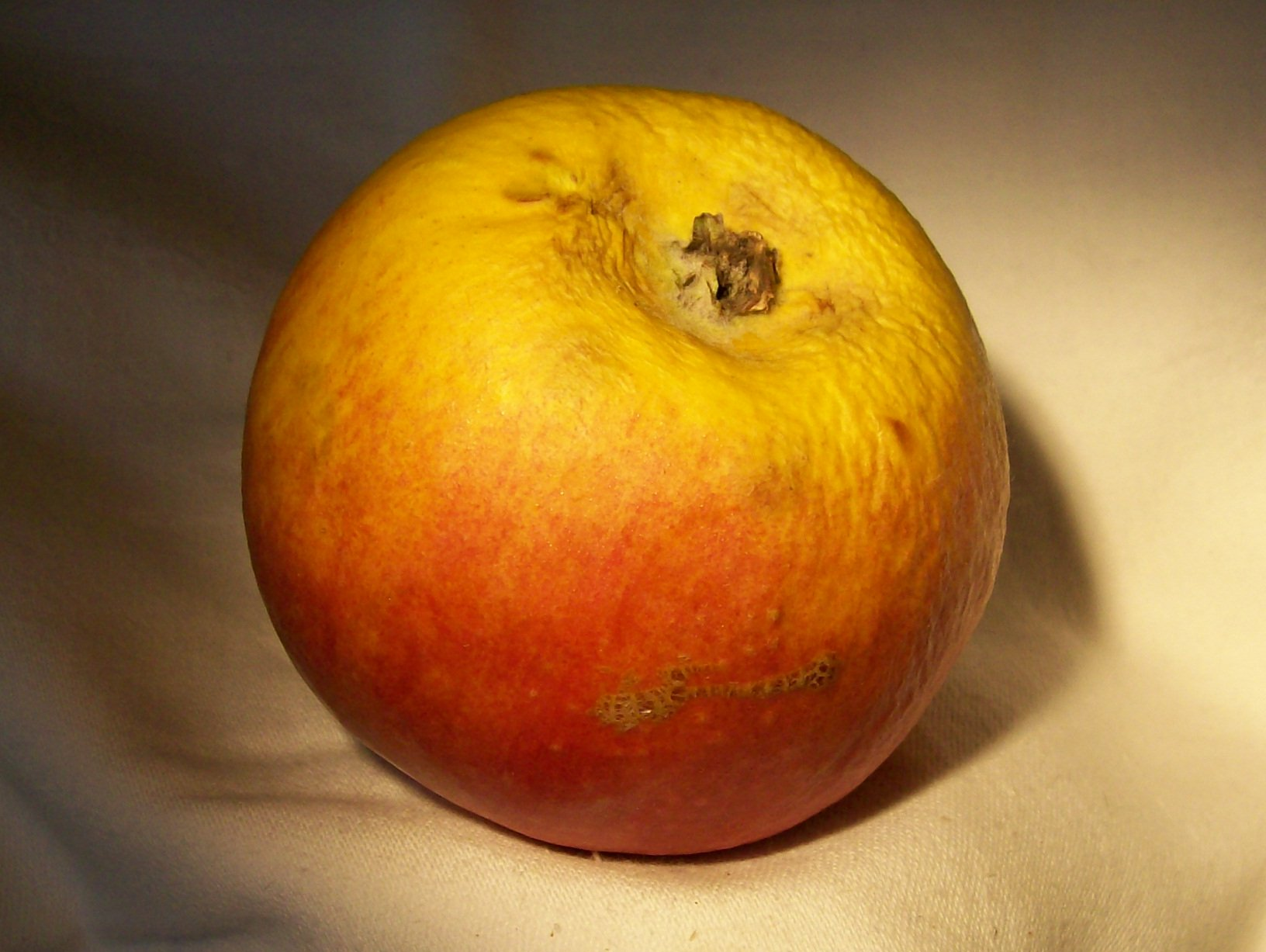
Bismarck

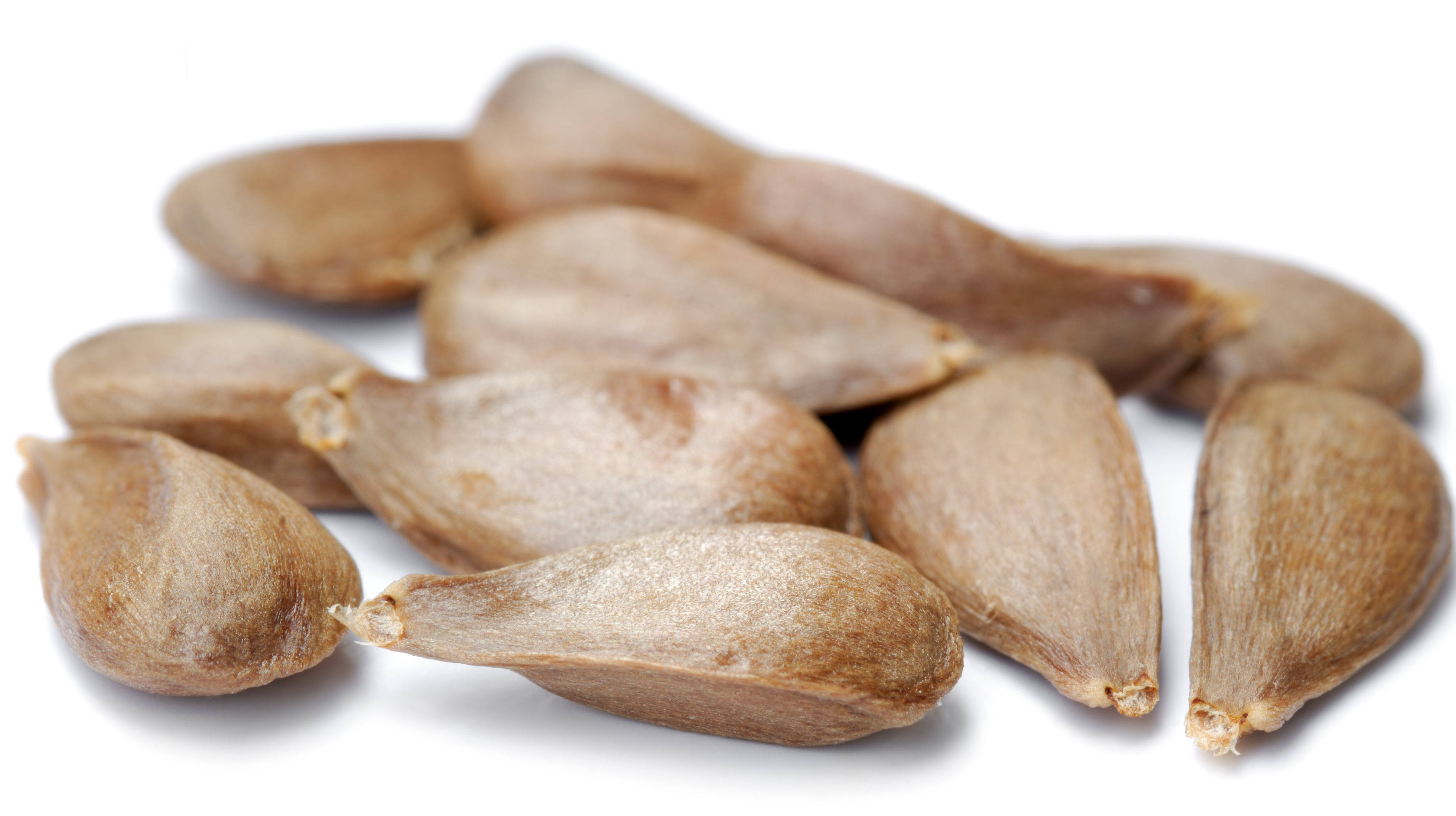
Frön (kärnor) från Bismarck.

Bismarcksäpple (litografi av målning av Henriette Sjöberg (1842–1915)).

Bismarck är en äppelsort vars ursprung är omtvistat, pomologen Carl G. Dahl tror dock att äpplet har sitt ursprung i Australien. Äpplets skal är skiftande rött och grönt, och köttet är fast, saftigt och mycket syrligt. Trädet ger frukt redan i plantskolan.[källa behövs] Sjukdomar som äpplet kan drabbas av är skorv och pricksjuka. Äpplet mognar i december och håller sig i gott skick till februari. Bismarck är främst ett köksäpple, och äpplet pollineras av bland annat Eldrött Duväpple, Gul Richard, och Gyllenkroks astrakan. I Sverige odlas Bismarck gynnsammast i zon I-III.
Bismark började spridas i Sverige år 1896 av Alnarps Trädgårdar.